# Grup de Coordinació Tècnica i Defensa dels Grups i Diputats Independents
El Grup de Coordinació Tècnica i Defensa dels Grups i Diputats Independents (CTDI) va ser un efímer grup tècnic polític heterogeni del Parlament Europeu que va operar a la II legislatura, l'any 1987. Es va constituir després de l'entrada dels eurodiputats electes d'Espanya al Parlament Europeu, amb 11 eurodiputats de 4 estats membre de la Comunitat Econòmica Europea, i es va dissoldre pocs mesos després.

## Història
El Grup de Coordinació Tècnica i Defensa dels Grups i Diputats Independents va néixer després de l'entrada al Parlament Europeu dels eurodiputats electes d'Espanya. Els representants del Centre Democràtic i Social (CDS) es van incorporar el 6 de juliol de 1987 al grup dels No Inscrits, però el 17 de setembre es van aliar amb altres diputats del grup i, com va ocórrer a la I legislatura del Parlament Europeu amb el Grup per a la Coordinació Tècnica i la Defensa dels Grups i Diputats, es va fundar un grup parlamentari transversal amb l'objectiu d'obtenir majors recursos i drets.
Si bé, el 29 d'octubre de 1987, el neerlandès Leen van der Waal del Partit Polític Reformat (SGP) va decidir abandonar el grup, i el 17 de novembre de 1987 els eurodiputats del CDS, els dos eurodiputats del Partit Radical italià i Jef Ulburghs, independent a les llistes del Partit Socialista de Bèlgica, van haver de dissoldre el grup perquè no van aconseguir un nou membre per mantenir el mínim exigit. Tots els eurodiputats es van reincorporar al grup dels No Inscrits, amb l'excepció de Carmen Díez de Rivera que l'1 de gener de 1988 es va incorporar al Grup Socialista.

### Presidents del grup
La presidència del grup va ser compartida per tots els partits membres, formant part d'ella Eduard Punset, en representació del Centre Democràtic i Social, Marco Panella pel Partit Radical, així com Leen van der Waal del Partit Polític Reformat i Jef Ulburghs com independent.

## Membres del grup
El Grup de Coordinació Tècnica i Defensa dels Grups i Diputats Independents només va existir durant uns mesos de la II legislatura del Parlament Europeu i va tenir a la constitució 11 eurodiputats de 4 partits polítics.

### Històric d'eurodiputats
En la II legislatura, el Grup de Coordinació Tècnica i Defensa dels Grups i Diputats Independents va tenir la següent composició:
| Període   | Legislatura                          | Creació del grup | Dissolució del grup |
| --------- | ------------------------------------ | ---------------- | ------------------- |
| 1987-1987 | II legislatura del Parlament Europeu | 11 / 518         | 10 / 518            |

### Partits membre
A més, hi van formar part els següents partits polítics:
| Estat         | Nom (català)                                                   | Nom (llengua del país)                                         | Període   |
| ------------- | -------------------------------------------------------------- | -------------------------------------------------------------- | --------- |
| Bèlgica       | Jef Ulburghs (independent a les llistes del Partit Socialista) | Jef Ulburghs (independent a les llistes del Partit Socialista) | 1987-1987 |
| Espanya       | Centre Democràtic i Social                                     | Centro Democrático y Social                                    | 1987-1987 |
| Itàlia        | Partit Radical                                                 | Partito Radicale                                               | 1987-1987 |
| Països Baixos | Partit Polític Reformat                                        | Staatkundig Gereformeerde Partij                               | 1987-1987 |